# Yelm (Washington)
Yelm é uma cidade localizada no estado norte-americano de Washington, no Condado de Thurston.

## Demografia
Segundo o censo norte-americano de 2000, a sua população era de 3289 habitantes.
Em 2006, foi estimada uma população de 5038, um aumento de 1749 (53.2%).

## Geografia
De acordo com o United States Census Bureau tem uma área de
14,6 km², dos quais 14,6 km² cobertos por terra e 0,0 km² cobertos por água.

## Localidades na vizinhança
O diagrama seguinte representa as localidades num raio de 20 km ao redor de Yelm.